# Charlie Kunz

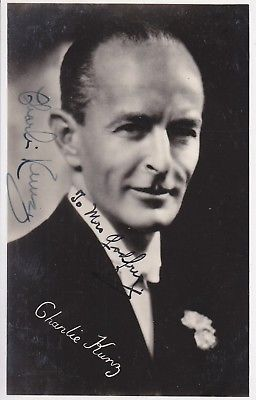
Charlie Kunz

Charlie Kunz (Allentown, Pennsylvania, 8 augustus 1896 - Middleton-on-Sea, West Sussex, Engeland, 16 maart 1958) was een Brits-Amerikaanse pianist.
Kunz werd in Amerika geboren als zoon van een bakker, die zelf hoorn speelde. Kunz speelde vanaf zijn 6e jaar piano. Eerst koos hij voor ander werk, zoals machinebankwerker, boekenverkoper en melkboer, en pas later werd hij hotelpianist. Gedurende de Eerste Wereldoorlog was hij werkzaam in een munitiefabriek, alwaar hij ook een orkestje van personeelsleden leidde. Kort na de geboorte van zijn zoon Joseph overleed zijn vrouw.
Kunz won een auditie begin jaren 20 in New York, naar aanleiding waarvan  hij orkestleider werd in een Londens restaurant. Na 1922 bleef hij werkzaam in Londen en omgeving en speelde in clubs en restaurants. Na 1933 duikt zijn naam vooral op in de Casani Club in Londen. Met zangeres Vera Lynn speelde hij in die tijd veel samen. Het eerste solo-optreden van Kunz was in 1934, en vanaf dat moment wordt hij vooral als solopianist werkzaam in veel gerenommeerde gelegenheden. Hij speelde vanaf dat moment vaak voor de radio en veel van zijn medleys werden door platenmaatschappijen Decca en Rex uitgebracht op geluidsdragers. Hij was al snel de best betaalde pianist ter wereld, en verdiende wekelijks zo'n duizend pond sterling.
Na 1939 overleed zijn tweede vrouw Nin, en kwam er een omslag in zijn leven. Hij speelde vanaf toen veel voor de troepen, en kreeg problemen met zijn gezondheid. Dit leidde ertoe dat hij in 1947 zijn werk moest opgeven voor twee jaar, gedurende welke zijn derde vrouw Pat hem verzorgde. Maar na 1949 trad hij weer vaak op, en in 1952 voor de Britse koningin Elizabeth. Na 1956 kon hij niet meer spelen en hij overleed in 1958 aan een hartaanval.